# Vincenzo Rimedio
Vincenzo Rimedio (Soriano Calabro, 5 dicembre 1927) è un vescovo cattolico italiano, dal 24 gennaio 2004 vescovo emerito di Lamezia Terme.

## Biografia
È nato a Soriano Calabro, allora in provincia di Catanzaro e diocesi di Mileto, il 5 dicembre 1927.

### Formazione e ministero sacerdotale
Il 22 luglio 1951 è stato ordinato presbitero per la diocesi di Mileto.
Laureato in teologia e in filosofia, è stato parroco a Palmi, Polistena e Vibo Valentia, insegnando filosofia nelle scuole; è stato vicario generale della diocesi di Mileto, prima di essere eletto vescovo.

### Ministero episcopale
Il 4 settembre 1982 papa Giovanni Paolo II lo ha nominato vescovo di Nicastro; è succeduto a Ferdinando Palatucci, precedentemente nominato arcivescovo di Amalfi e vescovo di Cava de' Tirreni. Il 28 ottobre successivo ha ricevuto l'ordinazione episcopale dal vescovo di Mileto e di Nicotera e Tropea, Domenico Tarcisio Cortese, co-consacranti Vincenzo De Chiara, vescovo emerito di Mileto e di Nicotera e Tropea, e Giuseppe Agostino, arcivescovo di Santa Severina e vescovo di Crotone.
Il 30 settembre 1986, in seguito al cambio del nome della diocesi di Nicastro, è divenuto vescovo di Lamezia Terme.
Il 24 gennaio 2004 papa Giovanni Paolo II ha accolto la sua rinuncia, presentata per raggiunti limiti d'età, al governo pastorale della diocesi di Lamezia Terme; gli è succeduto Luigi Antonio Cantafora, del clero di Crotone-Santa Severina.
Ha incoraggiato la spiritualità del Movimento Apostolico, approvandone le preghiere e accompagnando l'ispiratrice Maria Marino da papa Giovanni Paolo II.

## Opere
- Essere, ovvero ha senso la vita?, Soveria Mannelli, Rubbettino Editore, 1985, ISBN 8872841992.
- In cammino verso la città dell'uomo e di Dio, Soveria Mannelli, Rubbettino Editore, 1992, ISBN 8872841232.
- Sentieri dell'essere. Progetto antropologico, Soveria Mannelli, Rubbettino Editore, 1995, ISBN 8872843979.
- In veritate et caritate. Per un itinerario di fedeltà a Dio e all'uomo, Soveria Mannelli, Rubbettino Editore, 2002, ISBN 8849804075.
- Il volto dell'essere, Soveria Mannelli, Rubbettino Editore, 2005, ISBN 8849813473.

## Genealogia episcopale
La genealogia episcopale è:
- Cardinale Scipione Rebiba
- Cardinale Giulio Antonio Santori
- Cardinale Girolamo Bernerio, O.P.
- Arcivescovo Galeazzo Sanvitale
- Cardinale Ludovico Ludovisi
- Cardinale Luigi Caetani
- Cardinale Ulderico Carpegna
- Cardinale Paluzzo Paluzzi Altieri degli Albertoni
- Papa Benedetto XIII
- Papa Benedetto XIV
- Cardinale Enrico Enriquez
- Arcivescovo Manuel Quintano Bonifaz
- Cardinale Buenaventura Córdoba Espinosa de la Cerda
- Cardinale Giuseppe Maria Doria Pamphilj
- Papa Pio VIII
- Papa Pio IX
- Cardinale Raffaele Monaco La Valletta
- Patriarca Michele Zezza
- Vescovo Raffaello Delle Nocche
- Vescovo Vincenzo De Chiara
- Arcivescovo Aurelio Sorrentino
- Vescovo Domenico Tarcisio Cortese, O.F.M.
- Vescovo Vincenzo Rimedio